# Олдъм
Вижте пояснителната страница за други значения на Олдъм.
Олдъм (на английски: Oldham) е град в Северна Англия, административен център на едноименната община в графство Голям Манчестър. Разположен е на 12 км североизточно от центъра на град Манчестър. Населението му е около 103 544 души (2001).

## Спорт
Представителният футболен отбор на града се казва ФК Олдъм Атлетик

## Известни личности
Родени в Олдъм
- Карл Кокс (р. 1962), музикант
- Иън Кършоу (р. 1943), историк
- Уилям Уолтън (1902 – 1983), композитор
- Кърсти Грийнуд (1982 - }, писателка